# Pioneering Spirit
A Pioneering Spirit (korábban Pieter Schelte) a svájci székhelyű Allseas Group tulajdonában lévő katamarán daruhajó, amelyet nagyméretű olaj- és gázfúró platformok egyszeri emeléssel történő telepítésére és eltávolítására, valamint rekordsúlyú és átmérőjű csővezetékek fektetésére terveztek. A hajótest 382 méter hosszú (a daruval és az emelőgerendákkal 477 m), 124 méter széles és egyben a világ legnagyobb hajója bruttó tonnatartalma szerint. Dél-Koreában építette a Daewoo Shipbuilding & Marine Engineering 2,6 milliárd eurós költséggel. A hajó 2016 augusztusában kezdte meg a tengeri műveleteket. 

## Fejlesztés
Az Allseas műszaki igazgatója, W.P. Kaldenbach eredeti elképzelése egy olyan hajó volt,  amely képes teljes platformok kiemelésére, és 1987-ben az Allseas kinyilvánította szándékát a megépítésére. Az eredeti elképzelés két, egymással mereven összekapcsolt, önjáró szupertankerről szólt, amelyek orr-részében egy nagy rés található, ami lehetővé teszi, hogy a platformok tetejét egy darabban szereljék fel illetve le. A korai konstrukciók lebegtető- és ballasztrendszerrel valamint aktív mozgáskiegyenlítő rendszerrel rendelkeztek, hogy megkönnyítsék a felépítmény precíz áthelyezését a hajóról a platform alapszerkezetére. Az Allseas továbbfejlesztette az eredeti elképzelést, hogy az magában foglalja az acélköpenyek (a tengerfenékhez rögzített acélkeret, amely az olajkitermelő platform tartószerkezetét alkotja) és a felépítmények telepítését és eltávolítását, valamint a merev csővezetékek fektetési képességét.  A hangsúly 2004-ben két meglévő tartályhajó átalakításáról egy új hajótestre helyeződött át, bár a katamarán koncepciót megtartották. A döntést az indokolta, hogy nem volt megfelelő hajó amit át tudtak volna alakítani, az új építéssel járó alacsonyabb költségek, valamint az, hogy a hajótestben kifinomult berendezéseket - például dinamikus helymeghatározó rendszert - kellett elhelyezni. 
2007-ben, húsz évvel az ötlet megszületése után az Allseas bejelentette, hogy már tervezi a Pieter Schelte, karamarántestű platform telepítő / leszerelő és csőfektető hajó megépítését. Az offshore úttörőről, Pieter Schelte-ről (Edward Heerema édesapjáról) elnevezett tervezet egy emelőrendszerrel rendelkezett a hajó orránál a platform tetejének emelésére maximum 48000 tonnáig, és egy másik emelőrendszerrel a tatjánál az acélköpenyek emelésére maximum 25000 tonnáig. A tervezés során csőfektető berendezéseket is beépítettek, amelyek 15-175 cm átmérőjű csövek kezelésére alkalmasak akár 4000 métert is meghaladó vízmélységben.

### Az első megrendelt alkatrészek
Az Allseas 2007-ben rendelte meg az első alkatrészeket, köztük a generátorokat és a hajtóműveket, 2008-ban pedig az emelőrendszerekhez szükséges nagy szakítószilárdságú acélt.
Miután a globális pénzügyi válság gyengítette a finanszírozást, a vállalat kénytelen volt elhalasztani az építési ütemtervet, és ennek következtében késett a hajótest építésére vonatkozó szerződés megkötése.  2009-ben a finn Deltamarin mérnöki cég végezte el a részletes tervezést.

### Az építés
Az Allseas végül 2010 júniusában tudta aláírni a fő építési szerződést a dél-koreai Daewoo Shipbuilding & Marine Engineering Co Ltd. hajógyárral.
Az építés felénél az Allseas úgy döntött, hogy 6,75 méterrel kiszélesíti a hajót, hogy növelje a hajóorr és a nagy platformok lábai közötti távolságot. Ennek eredményeként a teljes szélesség 117-ről 124 méterre, a rés szélessége pedig 52-ről 59 méterre nőtt. 
A Pioneering Spirit 2014 novemberében indult el a Daewoo-tól, és 2015. január 8-án érkezett meg a rotterdami kikötő Maasvlakte 2. kikötőjébe befejezés és üzembe helyezés céljából. A felszíni emelőrendszer felszerelése után, 2016. augusztus 6-án hagyta el Rotterdamot.

### Elnevezési vita

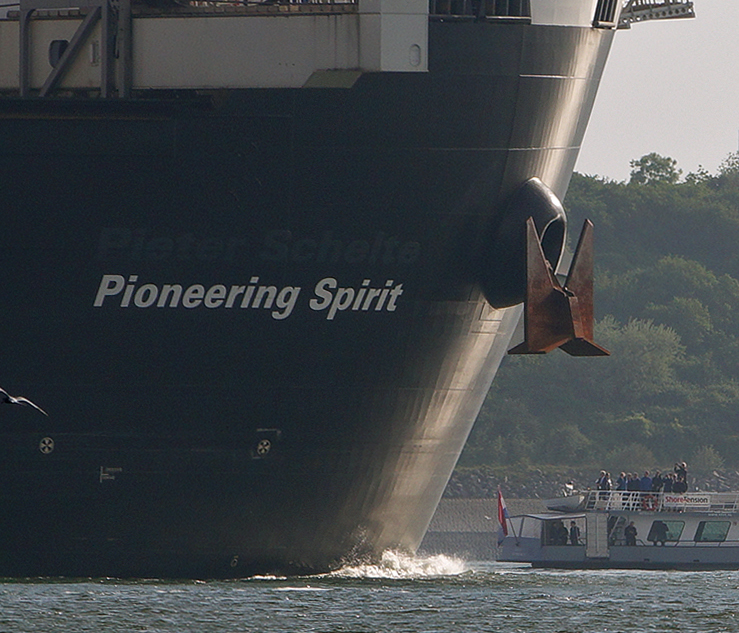
Részlet a hajóorrnál, az új Pioneering Spirit név látható közvetlenül az elfedett eredeti Pieter Schelte név alatt.

A hajót eredetileg Pieter Schelte-nek nevezték el Pieter Schelte Heerema (nl) mérnökről, az Allseas tulajdonosának, Edward Heeremának az édesapjáról. Az eredeti név vitát váltott ki Pieter Schelte Heerema második világháborús Waffen-SS szolgálatának köszönhetően. A háború után letartóztatták és három év börtönbüntetésre ítélték, mivel a holland Nemzeti Háborús Dokumentációs Intézet szerint kapcsolatban állt egy holland céggel, amely rabszolgamunkásokat toborzott a náci háborús tevékenységekhez. A bíróság később másfél év után szabadon engedte. 
Az Allseas 2015. február 6-án, pénteken jelentette be, hogy a vitára reagálva megváltoztatják a hajó nevét. Az új nevet 2015. február 9-én, a következő hétfőn jelentették be, ami a Pioneering Spirit lett.

## A tervezés

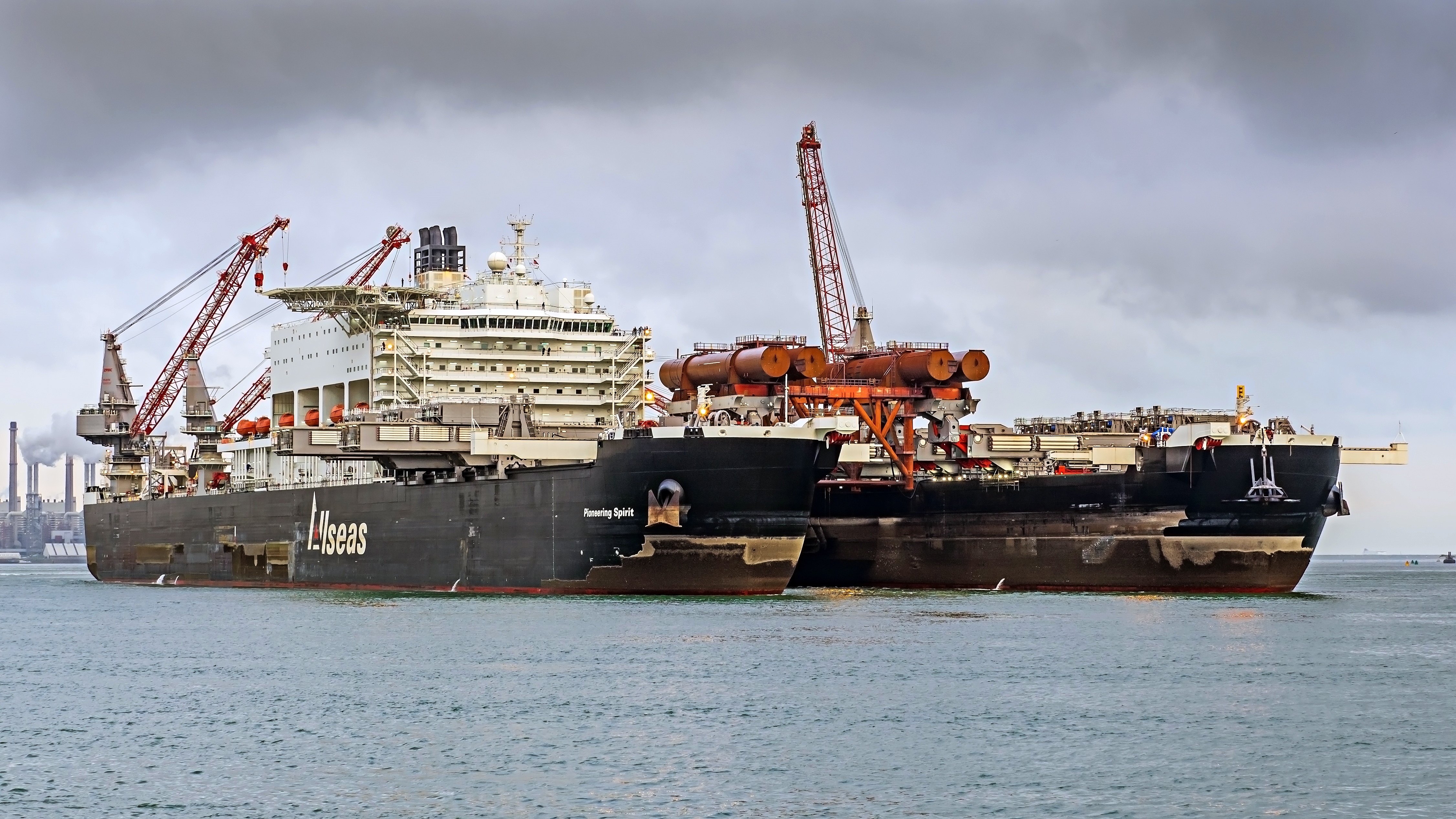
Egy 5500 tonnás tesztplatform szállítása az orrnyílásban (2016. augusztus)

A Pioneering Spirit a világ legnagyobb hajója bruttó tonnatartalmát, szélességét és vízkiszorítását tekintve. Ami maximális merülésnél egymillió tonna. A maximális 48000 tonnás felszíni emelőkapacitást félmerülő hajóként üzemelve éri el. A felépítmény kiemeléséhez a tervezett rakományt az ikerhajók által kialakított résben tolja ki. A nyílás mérete 122 m × 59 m. A teher elhelyezése után a hajó ballasztot vesz fel a merüléshez, és két nyolc darabból álló visszahúzható, mozgáskiegyenlített vízszintes emelőgerendát csúsztat a  teher alá. Amint a rakomány biztonságban van, a hajó kiüríti a ballasztot, ezáltal felemelkedik a vízben, és a rakomány súlyát a gerendákra helyezi át. Az utolsó szakaszban egy gyors emelőrendszert használnak, amely 15 másodperc alatt 2,5 méterre emeli a terhet.
A hajó tatján két, akár 25000 tonna súlyú acélköpenyek telepítésére vagy eltávolítására szolgáló billenő emelőgerenda is található. 
A Huisman által épített 5000 tonnás speciális célú darut 2018 második felében szállították le. A tatra szerelt daru további emelésekhez is rendelkezésre áll a köpeny és a felsőrészek telepítéseken kívül, például cölöpök mozgatásához vagy hídépítéshez.

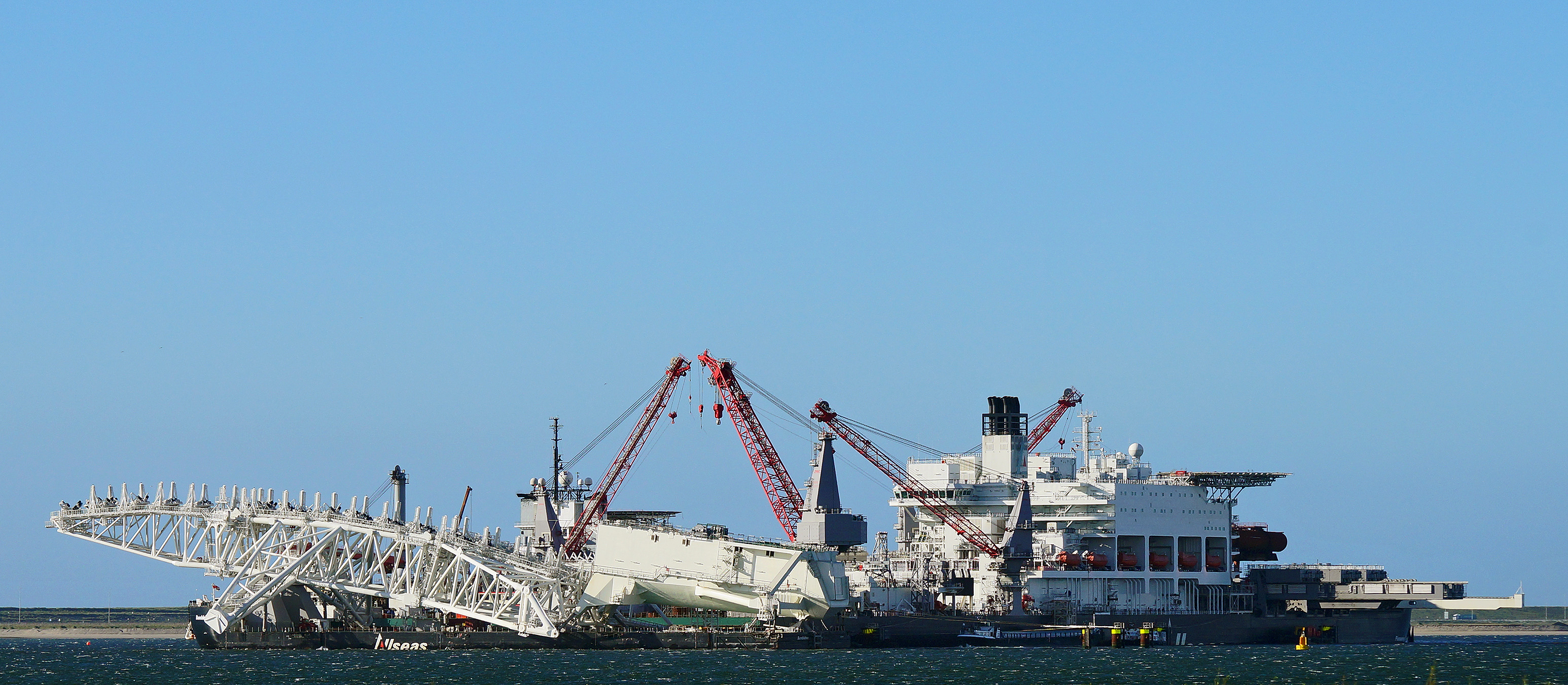
Stinger, STF és a Bumblebee

A Stingerrel felszerelve a Pioneering Spirit csőfektetéshez is használható. A csőszegmenseket a hajó fedélzetén hegesztik össze, majd a Stingerre helyezik, ahol a vízbe gördülnek. A Stinger görbülettel vezeti a csövet az óceán fenekére. Maga az eszköz 4200 tonna súlyú, 150 méter hosszú és 65 méter széles. A Stinger egy Átvezető kerethez (Stinger Transition Frame ,STF) van rögzítve, amely a Stinger és a hajó közötti kapcsolatot biztosítja, az STF-et a hajóhoz rögzítve az orr-résbe szerelik be. Az STF önmagában több mint 1600 tonna súlyú.
A hajó nyolc darab 20 hengeres (20V32/44CR) MAN 11200 kW-os dízelgenerátorral van felszerelve, amelyek 95 MW összteljesítményt biztosítanak, és 12 Rolls-Royce azimut tolóhajtóművet hajtanak, amelyek a dinamikus pozicionálást (DP3) és a meghajtást biztosítják. 
A hajó maximális sebessége 14 csomó (26 km/h). A szálláson pedig 571 személynek van hely kétágyas kabinokban.
Emelőkapacitás-fejlesztés
A 2019. júliusi frissítés szerint az Allseas tervezi, hogy 48000 tonnáról 60000 tonnára növeli az emelőkapacitást. Ennek oka, hogy lehetővé tegye az északi-tengeri Statfjord A platform eltávolítását. A korszerűsítés részletei jelenleg nem ismertek.  

### Iron LadyésBumblebee
Az Allseas két uszályt is épített a Pioneering Spirit támogatására. Ha a vízmélység nem elegendő ahhoz, hogy a hajó megközelítse a dokkot, a Pioneering Spirit a szerkezeteket az Iron Ladyre, egy 200 méter × 57 méter méretű, sekélyebb merülésű uszályra rakodhatja ki. A Bumblebee kifejezetten a Stinger és az STF tárolására épült, amikor azok nincsenek használatban.

## A Pioneering Spirit ismert, befejezett és törölt megbízásai
| Projekt                              | Ügyfél                                            | Munka megnevezés                          | Súly | A megrendelés / telepítés országa | Státusz                            | URL (Forrás)                |
| ------------------------------------ | ------------------------------------------------- | ----------------------------------------- | --- | --------------------------------- | ---------------------------------- | --------------------------- |
| Testplatform K13 field               | Allseas                                           | (OAT) Offshore alkalmassági vizsgálatok   | 5.500 t | NLD                               | Elkészült                          | (offshoreenergytoday.com)   |
| YME Produktions Platform             | Repsol Norge AS                                   | Az YME platform eltávolítása              | 13.000 t | NOR                               | Elkészült                          | (allseas.com)               |
| Shell Brent Delta                    | Shell                                             | Brent D Platform eltávolítása             | 24.000 t | GBR                               | Elkészült                          | (allseas.com)               |
| TurkStream 2 Csővezeték              | Gazprom                                           | A TurkStream csővezeték telepítése        | 32 hüvelykes csővezeték telepítése | TUR RUS                           | Elkészült                          | (offshoreenergytoday.com)   |
| (JS) Johan Sverdrup Oilfield         | Equinor                                           | (JS) Johan Sverdrup Fúró telepítése.      | 22.000 t | NOR                               | Elkészült                          | (allseas.com)               |
| Nordstream 2                         | Gazprom                                           | A Nordstream csővezeték telepítése        | körülbelül 2300 km hosszú, 48 hüvelykes csővezeték telepítése | RUS DEU                           | Törölték                           | (allseas.com)               |
| Valhall Living Quarters Platform     | Aker BP                                           | LQ Plattform eltávolítása                 | 3.400 t | NOR                               | Elkészült                          | (allseas.com)               |
| Shell Brent Bravo                    | Shell                                             | Brent Bravo Platform eltávolítása         | 24.000 t | GBR                               | Elkészült                          | (allseas.com)               |
| (PP) Johan Sverdrup Oilfield         | Equinor                                           | JS Platform telepítése                    | 26.000 t | NOR                               | Elkészült                          | (allseas.com)               |
| (LQ) Johan Sverdrup Oilfield         | Equinor                                           | Living Quarters JS Platform telepítése    | 18.000 t | NOR                               | Elkészült                          | (allseas.com)               |
| Statfjord A Unit                     | Equinor                                           | Statfjord A Platform eltávolítása         | 48.000 t (Az emelőkapacitás növelése szükséges) | NOR                               | Elnapolva                          | (offshore-mag.com)          |
| Tyra Redevelopment                   | Total                                             | Felépítmények & köpenyek eltávolítása     | Felépítmények: 14,000 t Tyra East Alpha és 7,600 t Tyra West Alpha felépítmény 5,000 t Tyra East Alpha, 2,900 t Tyra West Alpha, 1200 t Tyra West Delta tripod ls 900 t Tyra East Delta köpeny 1,400 t Module K és 1,000 t IPF modulok | DNK                               | Elkészült                          | oedigital.com (allseas.com) |
| Gyda Platform eltávolítása           | Repsol Norge AS                                   | A Gyda Platform eltávolítása              | 18.000 t felépítmény & 11.200 t köpeny | NOR                               | Tervezett                          | (offshoreenergytoday.com)   |
| Shell Brent Charly                   | Shell                                             | Brent C Plattform eltávolítása            | 29,500 t felépítmény | GBR                               | Tervezett                          | (sut.org)                   |
| Shell Brent Alpha                    | Shell                                             | Brent A Platform eltávolítása             | 17.000 t felépítmény | GBR                               | Elkészült                          | (oedigital.com)             |
| Ninian Nord Project                  | Canadian Natural Resources International’s (CNRL) | Ninan Nord Platform eltávolítása          | 12.500 t platform & 7.000 t köpeny | GBR                               | Elkészült                          | (energyvoice.com)           |
| Valhalla field Platform eltávolítása | Aker BP                                           | Három platform és két köpeny eltávolítása | Fúró Platform (DP) 5.950 t felépítmény & 4.350 t köpeny, Termelő és tömörítő platform (PCP) 10.900 t felépítmény & 9.500 t köpeny, 1.100 t Hod platform és 3.500 t köpeny                                                              | NOR                               | Tervezett                          | (oedigital.com)             |
| Spirit Energy’s DP3 és DP4 Platform  | Spirit Energy                                     | DP3 és DP4 Platform eltávolítása          | Két, egyenként 11 000 tonnás gázkitermelő platform leszerelése | IRL                               | Elkészült                          | (offshore-mag.com)          |
| Baltic Pipe project                  | Energinet                                         | Az Europipe II Branch telepítése          | 105 km hosszú gázvezeték telepítése | DNK                               | Elkészült (Északi-tengeri szakasz) | (offshore-energy.biz)       |

## Fordítás
Ez a szócikk részben vagy egészben  a   Pioneering Spirit című angol Wikipédia-szócikk ezen változatának fordításán alapul.  Az eredeti cikk szerkesztőit annak laptörténete sorolja fel. Ez a jelzés csupán a megfogalmazás eredetét és a szerzői jogokat jelzi, nem szolgál a cikkben szereplő információk forrásmegjelöléseként.
Ez a szócikk részben vagy egészben  a   Pioneering Spirit című német Wikipédia-szócikk ezen változatának fordításán alapul.  Az eredeti cikk szerkesztőit annak laptörténete sorolja fel. Ez a jelzés csupán a megfogalmazás eredetét és a szerzői jogokat jelzi, nem szolgál a cikkben szereplő információk forrásmegjelöléseként.